# Warren Beatty
Warren Beatty   (Richmond, 30 de març de 1937) és un actor, director, productor i guionista americà.

## Biografia
Germà petit de l'actriu Shirley MacLaine. Va fer estudis universitaris i més tard art dramàtic a Nova York. Tot i que va ser un magnífic esportista els seus anys d'estudiant (les universitats se'l disputaven oferint-li temptadores beques) es va decantar per la seva vocació artística i va anar als cursos de Stella Adler a Nova York.
Fins als 22 anys va ser actor teatral i va estar treballant també com a pianista en un bar i com a paleta a la construcció del tercer tram del Lincoln Tunnel. Elia Kazan s'hi va fixar, sobretot pel seu atractiu físic, i li va oferir protagonitzar al costat de Natalie Wood, Esplendor a l'herba (1961), tot un èxit que el va convertir en un ídol.
Cinc anys més tard ho intenta com a productor independent a Bonnie i Clyde, on va fer el paper de delinqüent i Faye Dunaway era la seva companya. El debut com a director el va fer el 1978 amb El cel pot esperar, un gran èxit de taquilla pel qual va ser nominat a l'Oscar a quatre categories; com a millor pel·lícula, guió, direcció i interpretació. Això li va permetre guanyar diners i dedicar-se durant tres anys al seu següent projecte, Reds (1981), pel qual va guanyar un Oscar al millor director. Explica la història d'un periodista americà que va a Rússia a cobrir la Revolució Russa de 1917.
Després de Reds va apartar-se durant una llarga temporada de la interpretació i va tornar-hi el 1990 com a director i protagonista de Dick Tracy, on va actuar al costat de qui havia estat durant un temps la seva companya sentimental, la cantant Madonna. A l'any següent va assolir dues nominacions més a l'Oscar (millor pel·lícula, i protagonista) per Bugsy on hi que va compartir protagonisme amb la seva dona Annette Benning.
El 1998 dirigeix Bulworth (pel·lícula que també escriu, produeix, i interpreta). La història del senador Jay Bulworth, fastiguejat de les mentides, de la corrupció i dels altres aspectes negres de la política que un dia decideix arruïnar totalment la seva reputació descobrint totes aquestes històries. A aquesta pel·lícula descobreix l'actriu Halle Berry. Èxit comercial i de la crítica.
Van ser sonats els seus afers amb dones tan famoses com Natalie Wood, Vivien Leigh, Brigitte Bardot, Liv Ullman, Joan Collins, Julie Christie, Carly Simon o Diane Keaton.
Sempre ha fet gala dels seus ideals d'esquerra moderada.

## Filmografia

### Actor
- 1959: Dobie Gillis (serie T.V.): Milton Armitage
- 1961: La primavera romana de la senyora Stone (The Roman Spring of Mrs. Stone) de José Quintero: Paolo di Leo
- 1961: Esplendor a l'herba (Splendor in the Grass) d'Elia Kazan: Bud Stamper
- 1962: All Fall Down de John Frankenheimer: Berry-Berry Willart
- 1964: Lilith de Robert Rossen: Vincent Bruce
- 1965: Promet-li qualsevol cosa (Promise Her Anything) d'Arthur Hiller: Harley Rummell
- 1965: Acorralat (Mickey One) d'Arthur Penn: Mickey One
- 1966: Calidoscopi (Kaleidoscope) de Jack Smight: Barney Lincoln
- 1967: Bonnie i Clyde ( Bonnie and Clyde ) d'Arthur Penn: Clyde Barrow
- 1970: L'únic joc de la ciutat (The Only Game in Town) de George Stevens:  Joe Grady
- 1971: Dòlars, dòlars, dòlars ($) de Richard Brooks: Joe Collins
- 1971: McCabe i la senyora Miller (McCabe & Mrs. Miller) de Robert Altman: John McCabe
- 1974: The Parallax View d'Alan J. Pakula: Joseph Frady
- 1975: Dos estafadors i una herència (The Fortune) de Mike Nichols: Nicky Wilson
- 1975: Xampú  (Shampoo) de Hal Ashby: George Roundy
- 1978: El cel pot esperar (Heaven Can Wait) de Warren Beatty: Joe Pendleton, Leo Farnsworth, Tom Jarrett
- 1981: Rojos  (Reds) de Warren Beatty: John Silas « Jack » Reed
- 1987: Ishtar d'Elaine May: Lyle Rogers
- 1990: Dick Tracy de Warren Beatty: Dick Tracy
- 1991: Bugsy de Barry Levinson: Ben « Bugsy » Siegel
- 1991: Madonna: Truth or Dare d'Alek Keshishian: Warren Beatty
- 1994: Love Affair de Glenn Gordon Caron: Mike Gambril
- 1998: Bulworth de Warren Beatty: Jay Billington Bulworth
- 2001: Town & Country de Peter Chelsom: Porter Stoddard
- 2016: Rules Don't Apply de Warren Beatty: Howard Hughes

### Director
- 1978: El cel pot esperar (Heaven Can Wait)
- 1981: Rojos  (Reds)
- 1990: Dick Tracy
- 1998: Bulworth
- 2016: Rules Don't Apply

### Guionista
- 1971: McCabe i la senyora Miller (McCabe & Mrs. Miller) de Robert Altman
- 1975: Xampú  (Shampoo) de Hal Ashby
- 1978: El cel pot esperar (Heaven Can Wait) de Warren Beatty
- 1981: Rojos  (Reds) de Warren Beatty
- 1994: Love Affair de Glenn Gordon Caron
- 1998: Bulworth de Warren Beatty
- 2016: Rules Don't Apply de Warren Beatty

### Productor
- 1967: Bonnie i Clyde ( Bonnie and Clyde ) d'Arthur Penn
- 1975: Xampú  (Shampoo) de Hal Ashby
- 1978: El cel pot esperar (Heaven Can Wait) de Warren Beatty
- 1981: Rojos  (Reds) de Warren Beatty
- 1987: The Pick-up Artist de James Toback
- 1987: Ishtar d'Elaine May
- 1990: Dick Tracy de Warren Beatty
- 1991: Bugsy de Barry Levinson
- 1994: Love Affair de Glenn Gordon Caron
- 1998: Bulworth de Warren Beatty
- 2016: Rules Don't Apply de Warren Beatty

## Premis

### Oscar
| Any  | Categoria                | Pel·lícula               | Resultat  |
| ---- | ------------------------ | ------------------------ | --------- |
| 1967 | Millor pel·lícula        | Bonnie i Clyde           | Candidat  |
| 1967 | Millor actor             | Bonnie i Clyde           | Candidat  |
| 1975 | Millor guió original     | Xampú                    | Candidat  |
| 1978 | Millor pel·lícula        | El cel pot esperar       | Candidat  |
| 1978 | Millor director          | El cel pot esperar       | Candidat  |
| 1978 | Millor actor             | El cel pot esperar       | Candidat  |
| 1978 | Millor guió adaptat      | El cel pot esperar       | Candidat  |
| 1981 | Millor pel·lícula        | Rojos                    | Candidat  |
| 1981 | Millor director          | Rojos                    | Guanyador |
| 1981 | Millor actor             | Rojos                    | Candidat  |
| 1981 | Millor guió original     | Rojos                    | Candidat  |
| 1991 | Millor pel·lícula        | Bugsy                    | Candidat  |
| 1991 | Millor actor             | Bugsy                    | Candidat  |
| 1998 | Millor guió original     | Bulworth                 | Candidat  |
| 1999 | Premi Irving G. Thalberg | Premi Irving G. Thalberg | Guanyador |

### Premi Globus d'Or
| Any  | Categoria                          | Pel·lícula             | Resultat  |
| ---- | ---------------------------------- | ---------------------- | --------- |
| 1961 | Millor actor dramàtic              | Esplendor a l'herba    | Candidat  |
| 1961 | Nova estrella de l'any masculina   | Esplendor a l'herba    | Guanyador |
| 1967 | Millor pel·lícula dramàtica        | Bonnie i Clyde         | Candidat  |
| 1967 | Millor actor dramàtic              | Bonnie i Clyde         | Candidat  |
| 1975 | Millor pel·lícula musical o còmica | Xampú                  | Candidat  |
| 1975 | Millor actor musical o còmic       | Xampú                  | Candidat  |
| 1978 | Millor pel·lícula musical o còmica | El cel pot esperar     | Guanyador |
| 1978 | Millor actor musical o còmic       | El cel pot esperar     | Guanyador |
| 1981 | Millor pel·lícula dramàtica        | Rojos                  | Candidat  |
| 1981 | Millor director                    | Rojos                  | Guanyador |
| 1981 | Millor actor dramàtic              | Rojos                  | Candidat  |
| 1990 | Millor pel·lícula musical o còmica | Dick Tracy             | Candidat  |
| 1991 | Millor pel·lícula dramàtica        | Bugsy                  | Guanyador |
| 1991 | Millor actor dramàtic              | Bugsy                  | Candidat  |
| 1998 | Millor pel·lícula musical o còmica | Bulworth               | Candidat  |
| 1998 | Millor actor musical o còmic       | Bulworth               | Candidat  |
| 2007 | Premi Cecil B. DeMille             | Premi Cecil B. DeMille | Guanyador |

### Festival Internacional de cinema de Sant Sebastià
| Any  | Categoria      | Resultat  |
| ---- | -------------- | --------- |
| 2001 | Premi Donostia | Guanyador |